# BNP Paribas Masters 2013
BNP Paribas Masters 2013 — профессиональный теннисный турнир, в 42-й раз проводившийся в Париже, Франция на закрытых кортах с покрытием типа хард. Турнир имеет категорию ATP Masters 1000.
Соревнования прошли с 28 октября по 3 ноября 2013.
Прошлогодними чемпионами являются:
- Одиночный турнир —  Давид Феррер
- Парный турнир —  Рохан Бопанна /  Махеш Бхупати.

## Соревнования

### Одиночный разряд
Новак Джокович обыграл  Давида Феррера со счётом 7-5, 7-5.
- Джокович выигрывает 6й титул в сезоне и 40й за карьеру в основном туре ассоциации. На этом турнире он победил во 2й раз (до этого в 2009 году)

### Парный разряд
Боб Брайан /  Майк Брайан обыграли  Александра Пейю /  Бруно Соареса со счётом 6-3, 6-3.
- Братья Брайаны выигрывают 11й совместный титул в сезоне и 93й за карьеру в основном туре ассоциации. На этом турнире они побеждают в 3й раз (до этого в 2005 и 2007 году).